# Bytków (stacja towarowa)
Bytków (stacja towarowa) – zlikwidowana towarowa wąskotorowa stacja kolejowa w Siemianowicach Śląskich w dzielnicy Bytków, w województwie śląskim, w Polsce.